# Althaemenes javanica
Althaemenes javanica är en insektsart som beskrevs av Willemse, C. 1957. Althaemenes javanica ingår i släktet Althaemenes och familjen gräshoppor. Inga underarter finns listade i Catalogue of Life.